# Grant Leadbitter
Grant Leadbitter (Fencehouses, 7 januari 1986) is een Engels voetballer die doorgaans als centrale middenvelder speelt. Hij verruilde Ipswich Town in juli 2012 transfervrij voor Middlesbrough.

## Clubcarrière
Leadbitter stroomde in 2003 door vanuit de jeugdopleiding van Sunderland. In september 2003 maakte hij zijn profdebuut in de League Cup tegen Huddersfield Town. In september 2005 werd de middenvelder voor twee maanden uitgeleend aan Rotherham United. In zes jaar maakte hij elf doelpunten in 111 competitiewedstrijden voor Sunderland. Op 1 september 2009 werd hij naar Ipswich Town getransfereerd. Drie seizoenen later tekende Leadbitter een driejarig contract bij Middlesbrough. Op 30 november 2012 maakte hij zijn eerste competitietreffer voor zijn nieuwe club tegen Birmingham City. Op 19 december 2014 zette de Engelsman zijn handtekening onder een nieuwe verbintenis tot medio 2018.

## Interlandcarrière
Leadbitter kwam uit voor diverse Engelse nationale jeugdelftallen. Hij speelde onder meer drie interlands voor Engeland –21.